# Сайлон (Вісконсин)
Сайлон (англ. Cylon) — місто (англ. town) в США, в окрузі Сент-Круа штату Вісконсин. Населення — 708 осіб (2020).

## Демографія
Згідно з переписом 2010 року, у місті мешкали 683 особи в 255 домогосподарствах у складі 191 родини. Було 267 помешкань
Расовий склад населення:
| - 96,9 % — білих - 0,7 % — корінних американців - 0,6 % — азіатів |

До двох чи більше рас належало 1,2 %. Частка іспаномовних становила 2,8 % від усіх жителів.
За віковим діапазоном населення розподілялося таким чином: 23,7 % — особи молодші 18 років, 64,7 % — особи у віці 18—64 років, 11,6 % — особи у віці 65 років та старші. Медіана віку мешканця становила 40,2 року. На 100 осіб жіночої статі у місті припадало 111,5 чоловіків;  на 100 жінок у віці від 18 років та старших — 113,5 чоловіків також старших 18 років.
Середній дохід на одне домашнє господарство  становив 76 297 доларів США (медіана — 67 917), а середній дохід на одну сім'ю — 79 476 доларів (медіана — 73 542). Медіана доходів становила 49 531 долар для чоловіків та 36 071 долар для жінок. За межею бідності перебувало 10,6 % осіб, у тому числі 22,2 % дітей у віці до 18 років та 2,1 % осіб у віці 65 років та старших.
Цивільне працевлаштоване населення становило 406 осіб. Основні галузі зайнятості: виробництво — 21,9 %, мистецтво, розваги та відпочинок — 19,0 %, роздрібна торгівля — 10,6 %, освіта, охорона здоров'я та соціальна допомога — 10,3 %.